# Zanclea retractilis
Zanclea retractilis is een hydroïdpoliep uit de familie Zancleidae. De wetenschappelijke naam van de soort werd in 2000 gepubliceerd door Boero, Bouillon & Gravili.